# Apostolo Zeno
Apostolo Zeno (ur. 11 grudnia 1668 w Wenecji, zm. 11 listopada 1750 tamże) – włoski librecista. 

## Życiorys
Był synem lekarza, otrzymał wykształcenie humanistyczne przy klasztorze somasków w Wenecji. W 1691 roku znalazł się w gronie założycieli Accademia degli Animosi, która stawiała sobie za cel odrodzenie tradycji i pielęgnowanie dobrego smaku. Utrzymywał znajomość i wymieniał korespondencję z czołowymi literatami swojej epoki. W 1710 roku założył ukazujący się w Weronie „Giornale del Letterati d’Italia”. Od 1718 roku przebywał w Wiedniu, gdzie otrzymał od cesarza Karola VI tytuł nadwornego poety. W 1729 roku, zastąpiony na tym stanowisku przez Pietro Metastasia, wrócił do Wenecji.
Był autorem 71 librett, w części napisanych wspólnie z Pietro Pariatim. Muzykę do tekstów Zena komponowali m.in. Cherubini, Händel, Hasse, Pergolesi, Nicola Porpora i Alessandro Scarlatti. Przyczynił się do reformy włoskiej opery seria, czyniąc ze śpiewu solowego podstawowy środek wyrazu, redukując wątki poboczne w rodzaju wstawek komicznych i pogłębiając kontrast między arią a stanowiącym główny nośnik akcji dramatycznej recytatywem.
Zajmował się także numizmatyką, historią literatury i studiami nad Biblią. Pisał dociekania z dziedziny historii Włoch pt. Rerum Italicarum scriptores, jednak nie zdołał tego projektu ukończyć. Opublikował natomiast komentarze do Biblioteca dell’ eloquenza italiana Giusto Fontaniniego, poprawki i komentarze do Historicis latinis Gerardusa Joannesa Vossiusa oraz biografie włoskich pisarzy i poetów. Zgromadził też bogatą kolekcję monet.